# Работа 4.0
Рабо́та 4.0 (англ. Work 4.0) является концепцией, в которой обсуждается будущее работы в Европейском союзе и особенно в  Германии. В концепции описывается, как мир труда может измениться до 2030 года и далее в ответ на события, связанные с Промышленностью 4.0, в том числе с  оцифровкой. Впервые эта концепция была введена в ноябре 2015 года Федеральным министерством труда и социальных дел Германии (BMAS), когда она выпустила доклад под названием «Re-Imagining Work: Green Paper Work 4.0» . С тех пор эту задачу также взяли на себя некоторые профсоюзы, такие как  DGB и различные ассоциации работодателей и промышленности, такие как  VDMA и Конфедерация ассоциаций работодателей Германии. На глобальном уровне аналогичные темы рассматривал Всемирный банк в 2019 году в Докладе о мировом развитии и  МОТ.

## Концептуальная основа
Концептуально, работа 4.0 отражает текущую четвертую фазу трудовых отношений, которой предшествовали зарождение индустриального общества и первых рабочих организаций в конце 18-го века (Работа 1.0), начало массового производства и государства всеобщего благосостояния в конец 19-го века (Работа 2.0), а также такие явления, как глобализация, цифровизация и трансформация социальной рыночной экономики с 1970-х годов (Работа 3.0). В отличие от этого, работа 4.0 характеризуется высокой степенью интеграции и сотрудничества, использованием цифровых технологий (например, интернет) и ростом гибкости в организации работы. К его драйверам относятся оцифровка, глобализация, демографические изменения (старение,  миграция) и культурные изменения.
Концепция подразумевает следующие события:
- (1) трансформация секторов экономики и видов деятельности и её влияние на занятость;
- (2) создание новых рынков и новых форм работы через цифровые платформы;
- (3) проблемы, связанные с большими данными ( например, защита данных);
- (4) взаимосвязь между использованием человеческого и машинного труда (обесценивание опыта, индивидуальная поддержка);
- (5) возможность гибких условий работы в отношении времени и местоположения;
- (6) глубокие изменения в структурах организаций[12].

В ответ на эти вызовы BMAS разработало «видение качественных рабочих мест в эпоху цифровых технологий», основанное на таких политиках, как переход от  безработицы к страхованию по найму, содействие гибким графикам рабочего времени, улучшения условий труда в сфере услуг, новые эргономические подходы к гигиене труда и технике безопасности, высокие стандарты в отношении сотрудников, защита данных, совместное определение и участие социальных партнеров в трудовые отношения, улучшение социальной защиты для самозанятых лиц и начало европейского диалога о будущем государства всеобщего благосостояния.

## Анализ отВсемирного банка
Доклад о мировом развитии 2019 года утверждает, что новый социальный контракт необходим для решения более длительных переходных периодов работы. Авторы Симеон Дянков и Федерика Салиола документируют примеры стран и компаний, которые создали новые способы предоставления социального страхования.